# Выборы примара Кишинёва (2005)
Выборы генерального примара муниципия Кишинёв в 2005 году прошли 10 июля (первый тур) и 24 июля (второй тур) в результате решения генерального примара муниципия Кишинэу Серафима Урекяна отказаться от поста градоначальника в пользу депутатского мандата. Результаты прошедших в июле были признаны недействительными из-за низкой явки избирателей (менее 1/3 от зарегистрированных в избирательных списках). На выборах 10 июля 2005 года участвовали 27,05 % избирателей, а на повторных выборах 24 июля 2005 года к урнам для голосования явились всего 19,8 % избирателей. Центральная избирательная комиссия Республики Молдова назначила дату новых выборов на 27 ноября 2005 года. И в этот раз явка электората на выборы (22,42 %) была ниже уровня, необходимого для признания их действительными. Четвертая попытка избрания столичного градоначальника, предпринятая 11 декабря 2005 года, также не увенчалась успехом, — на участки для голосования явились всего 22,65 % избирателей. Больше всего голосов набрали Василий Урсу, вице-примар муниципия Кишинэу, поддержанный Партией коммунистов (52,91 %) и Дорин Киртоакэ (35,62 %). В этой ситуации было принято решение установить мораторий на организацию новых выборов, а руководство столицей принял на себя исполняющий обязанности генерального примара Василий Урсу.

## Выборы в июле 2005

### Первый тур
| Имя кандидата      | Представляет партию                              | Количество проголосовавших | В % от общего числа |
| ------------------ | ------------------------------------------------ | -------------------------- | ------------------- |
| Валерий Клименко   | Избирательный блок «Patria-Родина — Равноправие» | 5848                       | 3,76 %              |
| Георгий Сусаренко  | Христианско-демократическая народная партия      | 10 914                     | 7,02 %              |
| Георгий Сима       | Союз труда «Patria-Родина»                       | 783                        | 0,50 %              |
| Владимир Гуриценко | Демократическая партия Молдовы                   | 2925                       | 1,88 %              |
| Зинаида Гречаный   | Партия коммунистов Республики Молдова            | 78 018                     | 50,15 %             |
| Владимир Гараба    | Партия консерваторов                             | 559                        | 0,39 %              |
| Юлиана Горя-Костин | Независимый кандидат                             | 7699                       | 4,95 %              |
| Дорин Киртоакэ     | Либеральная партия                               | 11 091                     | 7,13 %              |
| Дмитрий Брагиш     | Независимый кандидат                             | 32 126                     | 20,65 %             |
| Михаил Северован   | Независимый кандидат                             | 5574                       | 3,58 %              |
| Итого              | Итого                                            | 155 577 (явка — 27,05 %)   | 100 %               |

### Повторные выборы
| Имя кандидата    | Представляет партию                              | Количество проголосовавших | В % от общего числа |
| ---------------- | ------------------------------------------------ | -------------------------- | ------------------- |
| Валерий Клименко | Избирательный блок «Patria-Родина — Равноправие» | 13 400                     | 12,22 %             |
| Зинаида Гречаный | Партия коммунистов Республики Молдова            | 96 250                     | 87,78 %             |
| Итого            | Итого                                            | 109 650 (явка — 19,80 %)   | 100 %               |

## Выборы в ноябре-декабре 2005

### Первый тур
| Имя кандидата   | Представляет партию                                           | Количество проголосовавших | В % от общего числа |
| --------------- | ------------------------------------------------------------- | -------------------------- | ------------------- |
| Дорин Киртоакэ  | Либеральная партия                                            | 32 098                     | 25,14 %             |
| Валентин Крылов | Избирательный блок «Patria-Родина — Равноправие»              | 8151                       | 6,38 %              |
| Эдуард Мушук    | Социал-демократическая партия Молдовы                         | 5991                       | 4,69 %              |
| Георгий Сима    | Союз труда «Patria-Родина»                                    | 1521                       | 1,19 %              |
| Василий Урсу    | Партия Коммунистов республики Молдова                         | 59 570                     | 46,66 %             |
| Ольга Николенко | Социал-либеральная партия                                     | 2276                       | 1,78 %              |
| Олег Черней     | Экологическая партия Молдовы «Alianța Verde (Зеленый альянс)» | 4970                       | 3,89 %              |
| Мирча Русу      | Альянс «Moldova Noastră (Наша Молдова)»                       | 13 096                     | 10,26 %             |
| Итого           | Итого                                                         | 127 673 (явка — 22,42 %)   | 100 %               |

### Повторные выборы
| Имя кандидата   | Представляет партию                                           | Количество проголосовавших | В % от общего числа |
| --------------- | ------------------------------------------------------------- | -------------------------- | ------------------- |
| Дорин Киртоакэ  | Либеральная партия                                            | 45 299                     | 35,62 %             |
| Валентин Крылов | Избирательный блок «Patria-Родина — Равноправие»              | 8803                       | 6,92 %              |
| Георгий Сима    | Союз труда «Patria-Родина»                                    | 1324                       | 1,04 %              |
| Василий Урсу    | Независимый кандидат                                          | 67 279                     | 52,91 %             |
| Олег Черней     | Экологическая партия Молдовы «Alianța Verde (Зеленый альянс)» | 4462                       | 3,51 %              |
| Итого           | Итого                                                         | 127 167 (явка — 22,65 %)   | 100 %               |